# Sista dansen
Sista dansen é um filme de drama sueco de 1993 dirigido e escrito por Colin Nutley. Foi selecionado como representante da Suécia à edição do Oscar 1994, organizada pela Academia de Artes e Ciências Cinematográficas.

## Elenco
- Helena Bergström - Tove Särlefalk
- Reine Brynolfsson - Claes Särlefalk
- Ewa Fröling - Liselott Waltner
- Peter Andersson -  Lennart Waltner
- Rikard Wolff - Vicar
- Stellan Skarsgård
- Sverre Anker Ousdal